# Barbara Schaffner
Barbara Schaffner, née le 28 juillet 1968 à Zurich (originaire de Hausen), est une personnalité politique zurichoise, membre du parti Vert'libéral.
Elle est députée du canton de Zurich au Conseil national depuis fin 2019.

## Biographie
Barbara Schaffner naît le 28 juillet 1968 à Zurich. Elle est originaire de Hausen, dans le canton d'Argovie.
Elle grandit à Anglikon (de), dans le canton d'Argovie. Elle étudie la physique et achève un doctorat en physique médicale à l'EPFZ et l'Institut Paul Scherrer, puis un postdoc au National Institute of Radiological Sciences (en) à Chiba (Japon). De 2000 à 2008, elle travaille pour Varian Medical Systems comme spécialiste en protonthérapie et fait des recherches sur des algorithmes utilisables en radiothérapie.
En 2008, elle retourne à l'EPFZ et effectue pendant deux ans un master en « sciences de l'énergie et technologie ». Elle travaille ensuite dans le photovoltaïque, avant de fonder sa propre entreprise de conseil en énergie, eneba GmbH.
Elle est mère de deux enfants.

## Parcours politique
Barbara Schaffner est élue en 2011 au Grand Conseil du canton de Zurich, pour le district de Dielsdorf. Elle siège dans les commissions « Transport, énergie et environnement » et « Planification et environnement ».
Elle est élue en 2018 présidente de la commune d'Otelfingen. Au niveau cantonal, elle s'engage notamment dans le référendum contre la nouvelle loi sur l'eau.
Aux élections fédérales de 2019, elle est élue conseillère nationale. Elle quitte alors son poste au parlement cantonal. Elle est réélue en octobre 2023.